# Giorgio Ghiotti
Giorgio Ghiotti (Roma, 20 maggio 1994) è uno scrittore e poeta italiano.

## Biografia
Nato a Roma nel 1994, Giorgio Ghiotti compie studi classici e si laurea in Lettere alla "Sapienza".
Esordisce nel 2013 a diciannove anni con la raccolta di racconti Dio giocava a pallone, pubblicata da Ginevra Bompiani per le edizioni nottetempo. La prima raccolta di poesie, Estinzione dell'uomo bambino, la pubblica nel 2015.
La raccolta Gli occhi vuoti dei santi viene proposta da Biancamaria Frabotta all'edizione 2020 del Premio Strega e risulta finalista al Premio Flaiano Giovani 2020 e al Premio Mastercard 2021. La silloge poetica La via semplice, dedicata al poeta Gabriele Galloni, nel 2021 ha vinto il Premio di Poesia Paolo Prestigiacomo (VIII edizione) nella sezione under 40. Il romanzo Atti di un mancato addio, invece, è stato proposto all'edizione 2022 del Premio Strega da Sandra Petrignani. La proposta al Premio Strega si rinnova nel 2025, con Casa che eri; a presentarla è Giulia Caminito.
Nel 2021 fonda e dirige la rivista di poesia contemporanea Bezoar per Giulio Perrone Editore.
Collabora con svariate testate e riviste, fra cui il manifesto, minima&moralia, Nazione Indiana e Nuovi Argomenti.  Lavora come editor per FVE editori e come ufficio stampa di Utopia Editore.

## Opere

### Narrativa
- Dio giocava a pallone, Milano, nottetempo, 2013. ISBN 9788874524037[15]
- Rondini per formiche, Milano, nottetempo, 2016. ISBN 9788874526017[16]
- Gli occhi vuoti dei santi, Matelica, Hacca, 2019. ISBN 9788898983445[17]
- Atti di un mancato addio, Matelica, Hacca, 2021. ISBN 9788898983599
- Le cattività domestiche, Milano, Fve Editori, 2022. ISBN 9791280690104[18]
- Casa che eri, Matelica, Hacca, 2024. ISBN 9788898983926

### Poesia
- Estinzione dell'uomo bambino, prefazione di Vivian Lamarque, Roma, Giulio Perrone Editore, 2015. ISBN 9788860044075
- La città che ti abita, prefazione di Biancamaria Frabotta, Roma, Empirìa, 2017. ISBN 9788896218990
- Alfabeto primitivo, prefazione di Chiara Valerio, Roma, Giulio Perrone Editore, 2020. ISBN 9788860045249[19]
- La via semplice, Roma, Ensemble, 2020. ISBN 9788868817138
- Biglietti prima di andare, prefazione di Antonio Veneziani, Roma, Ensemble, 2022. ISBN 9788868818937
- L'età dell'oro, Roma, Via Ozanam poesia/chakra, 2022.
- Ipotesi del vero, postfazione di Carmelo Princiotta, Bari, LiberAria, 2023. ISBN 9788894922387
- I perduti amori, prefazione di Maurizio Gregorini, Il Simbolo, 2024 ISBN 9788899231965
- Quaderno di statue e di vento, postfazione di Yasmina Pani, Edizioni Croce, 2024 ISBN 9788864025162

### Saggistica
- Mesdemoiselles. Le nuove signore della scrittura, Roma, Giulio Perrone Editore, 2016. ISBN 9788860044136
- Via degli angeli (con Angela Bubba), Milano, Bompiani, 2016. ISBN 9788845283062
- Costellazioni, Roma, Empirìa, 2019. ISBN 9788885609198
- A Roma. Da Pasolini a Rosselli, Roma, Giulio Perrone Editore, 2022. ISBN 9788860046420